# Gammalsvenskby
Gammalsvenskby (svéd jelentése: Ósvédfalva; ukrán néven: Sztarosvedszke) történelmi svéd település volt, napjainkban Zmijivka falu része a Herszoni területen, a Dnyeper partján, Ukrajnában.

## Gammalsvenskby alapítása
Gammalsvenskby lakossága eredetileg az Észtországhoz tartozó Hiiumaa szigetéről származik, ami egykor Svédország része volt. 1781 augusztusában, II. Katalin orosz cárnő alatt a sziget svéd lakosságának egy részét bőséges termőföld ígéretével Dél-Ukrajnába költöztették, a korábban az Oszmán Birodalomhoz tartozó terület benépesítésére. Egyes források kényszerről szólnak, mások arra mutatnak rá, hogy a szegény és elnyomott parasztok az akkori körülményekhez képest nagyvonalúnak számító ajánlatot kaptak. A végeredmény azonban katasztrofális lett. A körülbelül 1000 emberből sokan meghaltak az új otthonok felé menet. Amikor megérkeztek, a házaknak, amiknek az ígéret szerint készen kellett volna állniuk az érkezésükre, nyomuk sem volt. Az Ukrajnában töltött első év során sokan életüket vesztették, az egyházközségi nyilvántartás szerint 1783 márciusában már csak 135 ember volt közülük életben.

## A svéd örökség életbentartása
Néhány évvel később német telepesek létrehozták Schlangendorf, Mülhausendorf és Klosterdorf falvakat Gammalsvenskby közelében (ma ezek mindegyike Zmijevka része). Ennek következtében a svédek kisebbséggé váltak a vidéken, és az itt szolgálatot teljesítő papok és tanítók többsége német nyelvű volt. Ez a tény, valamint a megművelhető földek mind kifejezettebb hiánya erősen megterhelték a viszonyt Gammalsvenskby és a környező német falvak között.
Annak ellenére, hogy a Svédországgal való kapcsolat egy évszázadon keresztül elhanyagolható volt, Gammalsvenskby lakossága megőrizte hagyományait és lutheránus hitét, valamint régi svéd tájszólásukat. Az 1800-as évek végén kialakultak bizonyos kapcsolatok Svédországgal. Gyűjtés indult Svédországban és Finnországban, hogy a faluban új svéd templom épülhessen, amit 1885-ben szenteltek fel. Mind gyakoribbá vált svédek látogatása a faluban, a lakosok közül néhányan még svéd újságokra is előfizettek.

## Az orosz forradalom
Az első világháború kitörésével ismét megszakadtak a kommunikációs csatornák. Az orosz forradalmat követően a svédek kérték, hogy elhagyhassák a Szovjetuniót és Svédországban letelepedhessenek, ahol az ügyüket egy nacionalista mozgalom és Nathan Söderblom érsek is támogatta. Néhány svéd a faluban maradt, 881-en viszont 1929. augusztus 1-jén megérkeztek Svédországba. Közel százan továbbköltöztek Kanadába, ahová már korábban is többen emigráltak Gammalsvenskbyből. Közülük a legtöbben Manitobában telepedtek le, néhányan újra visszatértek Svédországba.
1927-ben összesen 895 svéd származású személy lakott a faluban.
A Svédországban maradók többsége Gotlandon telepedett le. A közös hátterük ellenére nem engedték meg nekik, hogy együtt maradjanak. Bevándorlóknak tekintették őket egy országban, amely éppen egy súlyos gazdasági válságon ment keresztül, gyakran a helyi lakosság ellenséges hozzáállásával kellett találkozniuk. Hamarosan néhányan a Szovjetunióba való visszatérésről kezdtek beszélni – amit a svéd kommunista párt aktívan támogatott. Az első családok már 1929 előtt visszatértek.

## Vissza a Szovjetunióba
Összesen közel 250-en tértek vissza a Szovjetunióba. A svéd kommunista párt Komintern által odaküldött tagjaival együtt létrehoztak egy földműves-kollektívát, amit a Svedkompartija („svéd kommunista párt”) nevet kapta.
Az élet azonban a Szovjetunióban is nehézzé vált. Az 1932-1933 évek ukrajnai éhínsége hatására fölmerült a gondolat, hogy vissza kellene térni Svédországba. Néhányan aláírtak egy listát, hogy el akarják hagyni az országot. Ez ahhoz vezetett, hogy 20 embert letartóztatott a titkosrendőrség, a GPU. Közülük ötöt börtönbe zártak. A következő években a faluban többeket megöltek Sztálin tisztogatásai során.
Amikor kitört a második világháború, Németország megtámadta a Szovjetuniót és megszállta Ukrajnát. Amikor a német katonák 1941. augusztus 25-én bevonultak a faluba, felszabadítóként fogadták őket. Amikor 1943-ban a német hadseregnek vissza kellett vonulnia, a svédeket evakuálták a területről. Sokan a megszállt Lengyelországba, Warthegau-ban fekvő Krotoszynbe kerültek. Közel 150 embert a szovjet hatóságok a háború után elfogtak és munkatáborokba, az úgynevezett Gulagra küldtek. 1947-ben azonban visszatérhettek Ukrajnába. Másoknak sikerült Svédországba vagy egyenesen vissza Gammalsvenskbybe jutni.

## Gammalsvenskby ma
A Szovjetunió bukását követően ismét felelevenedtek a kapcsolatok Svédországgal. A svéd evangélikus egyház és Gotland község némi anyagi támogatást nyújt. 1994 megalakult a Csumak, egy svéd tulajdonú cég, ami olajat, ketchupot és konzervet állít elő a közeli Kahovka városban. Ma a falu 150–200 lakosa svéd származású, de közülük csak néhányan beszélnek folyékonyan svédül.

## Külső hivatkozás
- Svenskbyborna